# Кремер, Лика Гидоновна
Ли́ка Гидо́новна Кре́мер (полное имя — Айли́ка; род. 15 мая 1977, Москва) — советская и российская актриса театра и кино, журналистка, телеведущая и основатель студии подкастов «Либо/либо» (с 2019 года).

## Биография
Родилась 15 мая 1977 года в семье скрипача Гидона Кремера и пианистки Ксении Кнорре.
В 1983 году, в возрасте пяти лет, снялась в главной роли в фильме «Карантин» Ильи Фрэза. Дебют юной актрисы на киноэкране был отмечен призом за лучшее исполнение женской роли на Международном кинофестивале юмора и сатиры в Габрово — 83.
Училась в Центральной музыкальной школе при Московской государственной консерватории имени П. И. Чайковского. Училась в частной школе во Франции.
В 1998 году окончила Школу-студию МХАТ (курс Олега Табакова). Училась на режиссёрском отделении Нью-Йоркской академии кино. Сняла три короткометражных фильма. Играла как актриса в театре на Перовской и в театре-студии Табакова. Была ассистентом режиссёра Александра Митты.
С конца 2003 года работает на телевидении.
С декабря 2003 года по декабрь 2007 года вела программу «Частная жизнь» вместе с Владимиром Молчановым на телеканалах «Россия» и «Домашний».
В 2009—2010 годах вела вместе с Татьяной Геворкян и Екатериной Герасичевой программу «Треугольник» на Третьем канале.
С 10 января 2012 года по 29 сентября 2016 года — ведущая программы «Здесь и сейчас» на телеканале «Дождь».
В 2012—2013 годах была журналистом Московского бюро Радио Свобода.
Участвовала в проектах «Форт Боярд» и «Танцы на льду».
С декабря 2008 года участвовала в проекте «Сноб». Была директором по развитию сайта, главным редактором сайта и директором по поддержке и развитию проекта.
В ноябре 2016 года уволилась из «Сноба» и стала руководителем видеоотдела латвийского русскоязычного интернет-СМИ «Meduza». В данной должности занималась курированием подкастов, выходивших на данном сайте (среди них — «Как жить», «Медуза в курсе», «Два по цене одного»). Ушла из «Медузы» в апреле 2019 года.
В июне 2019 года вместе с коллегой по «Медузе», журналисткой Екатериной Кронгауз, основала независимую студию «Либо/либо», занимающуюся созданием подкастов для компаний и других медиа. Осенью 2019 года у студии вышел подкаст «Либо выйдет, либо нет», где Кремер и Кронгауз рассказывали, как делают бизнес.

## Семья
Первый муж (с 2005 года) — гобоист Алексей Огринчук.
Второй муж (с 2017 года) — Николай Игоревич Галкин. Трое детей: Антон Галкин  (02.12.2007), Маруся Галкина (03.07.2009) и Михаил Галкин (01.09.2010). 
В 2022 году третий раз вышла замуж за журналиста и редактора Андрея Бабицкого.

## Театральные работы
Театр Олега Табакова («Табакерка»)
- Билокси-блюз (по Нилу Саймону)[13]

## Фильмография
- 1983 — Карантин — Маша
- 1993 — Я — Иван, ты — Абрам — Маня
- 2001 — Удар Лотоса — Оля
- 2002 — Если невеста ведьма
- 2002 — Раскалённая суббота
- 2003 — Красный змей — Хиллари
- 2003 — Ночь длинной пшеницы
- 2005 — Матрёшки — Ева